# Ormyrus cupreus
Ormyrus cupreus is een vliesvleugelig insect uit de familie Ormyridae. De wetenschappelijke naam is voor het eerst geldig gepubliceerd in 1998 door Askew.